# Kalino (Bułgaria)
Kalino (bułg. Калино) – wieś w Bułgarii, w obwodzie Szumen, w gminie Chitrino. W 2024 roku liczyła 194 mieszkańców.